# Anoplophora irregularis
Anoplophora irregularis là một loài bọ cánh cứng trong họ Cerambycidae.